# Monitor (programski jezik)
Monitor je vrsta računalnog programa koji omogućava programiranje u strojnom jeziku računala ili u asembleru. Monitor omogućava programiranje u asembleru ali bez mogućnosti da se koriste makro naredbe ili neke druge složenije programske konstrukcije koje su moguće u asembleru. Većina monitora imaju jednostavni uređivać teksta, te sposobnost da se pregledaju i promjene memorijske lokacije računala.